# Bellezza (Kustodiev)
Bellezza (in russo Красавица?, Krasavica) è un dipinto a olio su tela realizzato dall'artista russo Boris Michajlovič Kustodiev nel 1915. L'opera è attualmente conservata nella galleria Tret'jakov di Mosca.

## Storia

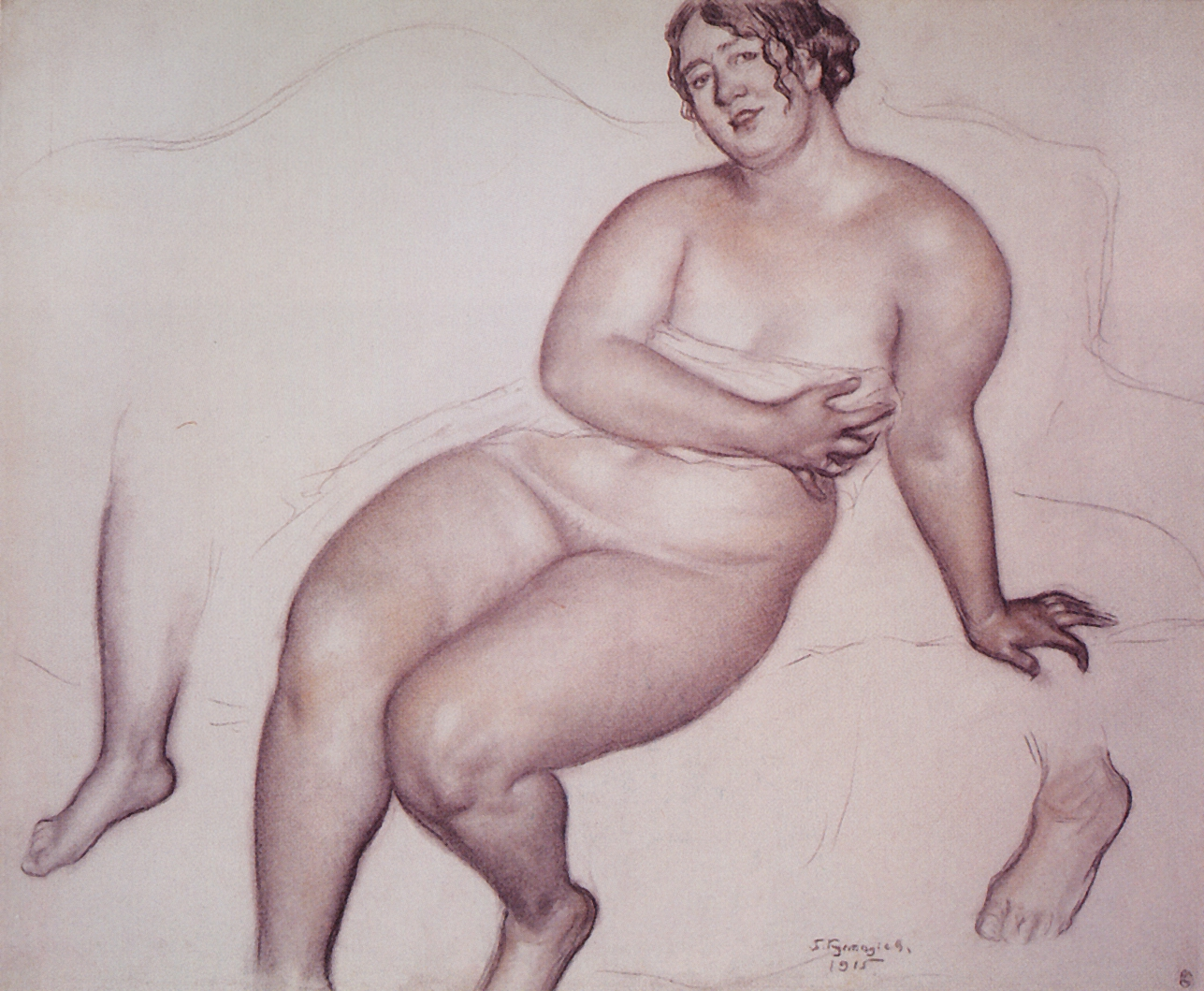
Alcuni schizzi per l'opera.

La modella del dipinto fu Faina Ševčenko, un'attrice ventunenne del teatro d'arte di Mosca. Kustodiev vide Ševčenko per la prima volta nell'agosto del 1914, nel corso di una rappresentazione dell'opera teatrale Smert' Pazuchina, tratta dal romanzo omonimo di Michail Saltykov-Ščedrin, alla quale egli lavorò come decoratore per le scenografie. In questa produzione di Vasilij Lužskij, Ševčenko interpretava il ruolo di Nastas'ja Ivanovna Furnačeva, la moglie di un consigliere statale, che era una signora ricca, pigra e spensierata - il genere di modella che piaceva a Kustodiev e che lo ispirò per la creazione di un quadro su questo soggetto.
Dopo la prima del 3 dicembre, Kustodiev raggiunse l'attrice nel suo camerino e le chiese gentilmente se poteva prenderla come modella per un quadro. Ci volle del tempo e uno sforzo per convincere la donna a posare per lui, in quanto ella era molto riluttante all'idea di posare nuda: alla fine l'attrice accettò solo "per l'amore dell'arte". Dopo che le voci sulla Ševčenko raggiunsero il suo capo Konstantin Stanislavskij, egli la definì senza mezzi termini una "prostituta", anche se in seguito si scusò per questa affermazione e le assegnò dei ruoli più importanti nelle rappresentazioni teatrali.
Quando l'opera venne esposta pubblicamente, il metropolita della chiesa ortodossa russa affermò che "il diavolo aveva guidato la mano sconsiderata del pittore mentre stava creando". Dopo aver visto l'opera alla galleria di Unter Den Linden a Berlino, Georgij Lukomskij, un critico d'arte, definì l'opera la "Danae iaroslaviana". L'opera originale venne conservata dalla famiglia dell'artista fino alla confisca da parte delle autorità comuniste durante le purghe staliniane del 1937-1938; da allora l'opera si trova alla galleria moscovita.

## Descrizione

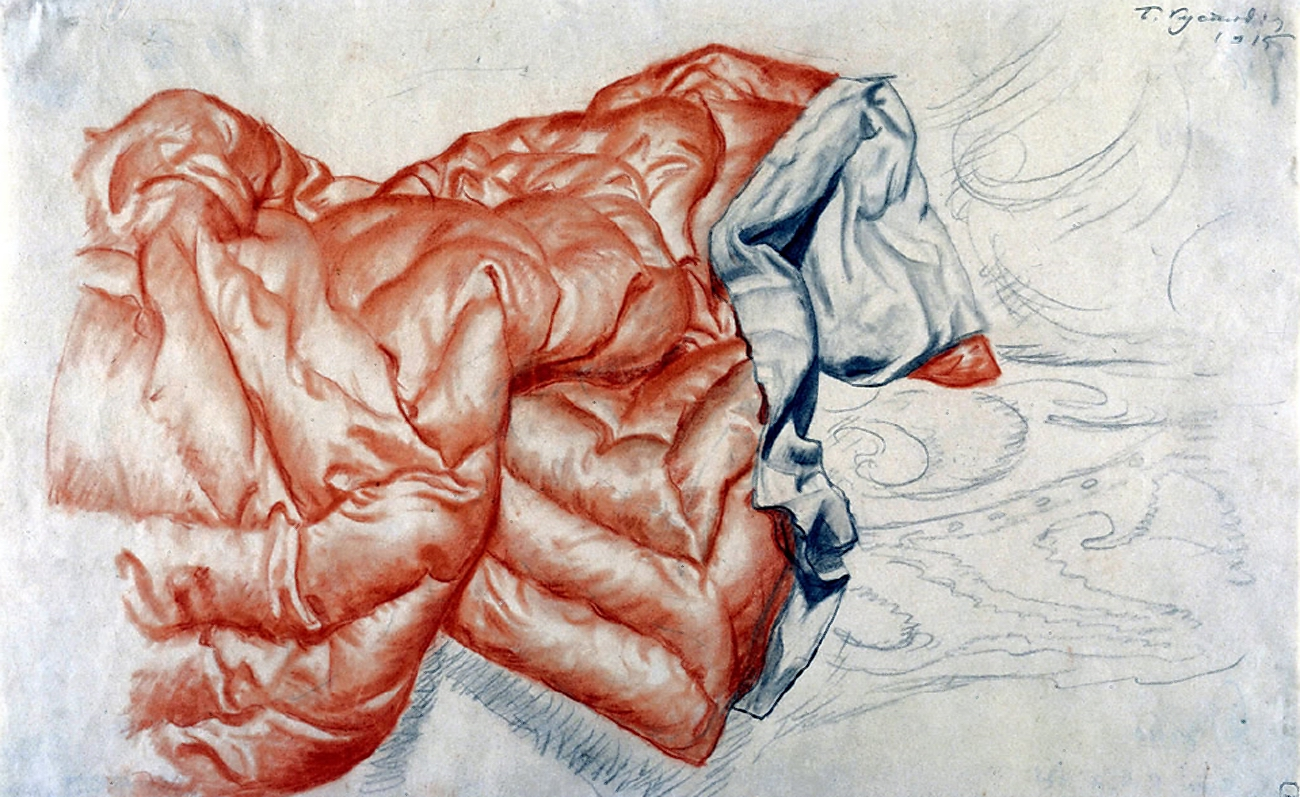
Uno studio per la coperta.

Il dipinto ritrae una ricca mercante, completamente nuda, che comincia ad alzarsi in piedi dal suo letto opulento, pieno di cuscini di piume bordati di pizzo. La coperta rosa è già ammassata da un lato. La modella si trova in una posizione leggermente scomoda: mentre appoggia il gomito sinistro sul cuscino, ella si regge poggiando i suoi piedini su un pouf. Ella ha i capelli rosso oro, le labbra color rosso vermiglio, le guance rosse, gli occhi turchesi, le spalle rotonde e la pelle satinata.
Boris Kustodiev preferiva per lo più le donne robuste per i suoi dipinti, e una volta affermò che le donne magre non lo ispiravano. Pertanto egli considerava la Bellezza come un capolavoro del suo stile e la vetta assoluta della sua carriera, a tal punto che in seguito creò tre dipinti simili a questo ma con delle piccole differenze nell'ambientazione e nella posa. Il dipinto trasmette un archetipo iperbolico di una "dea madre" nell'impressione dell'artista e il suo ideale personale di benessere, felicità e altre virtù femminili.
In questo dipinto, il romanticismo dell'immagine è associato alla perfezione neoclassica delle forme, che si forma sulla tradizione dell'arte classica e della pittura accademica, che per Kustodiev sono rappresentate da Tiziano e Rubens. Egli dunque andava controcorrente rispetto al modernismo, che dominava l'arte di quel periodo, ma non ignorava le nuove tendenze artistiche. I suoi soggetti colorati contrastano con quelli raffinati delle tele dei pittori decadenti.

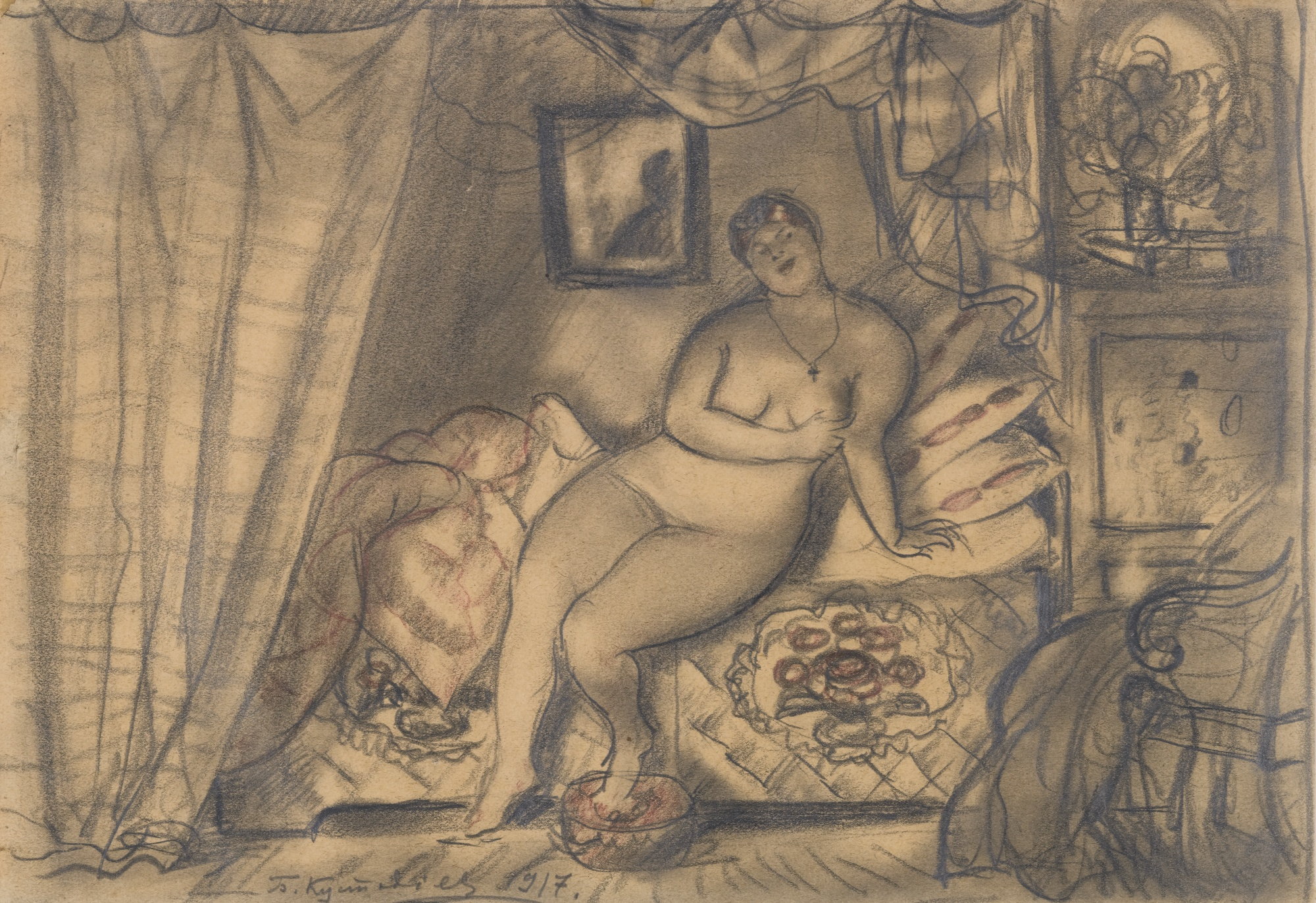
Uno studio a matita della composizione, datato 1917.

Il fondo del letto è decorato con dei pannelli decorati con dei motivi floreali. D'altro canto, la carta da parati contrasta con il suo tono azzurro, più chiaro. Il muro è decorato da mazzi e ghirlande di rose che si ripetono. Sul bordo del comò si trovano delle piccole statue colorate e una bottiglia di profumo o di liquore. L'interno della stanza è quello di una tipica famiglia di mercanti della Russia dell'epoca, decorata con ogni sorta di motivi floreali e di rose (un simbolo di bellezza e femminilità). La donna guarda lo spettatore in maniera enigmatica, a suo agio nella sua nudità, come se aspettasse qualcuno o qualcosa. Ogni dettaglio del dipinto è una metafora della bellezza, che giunge agli occhi dello spettatore sia nello spirito dell'arte naïf che in quello dell'estetismo dell'età dell'argento.